# Miloslav Chlupáč

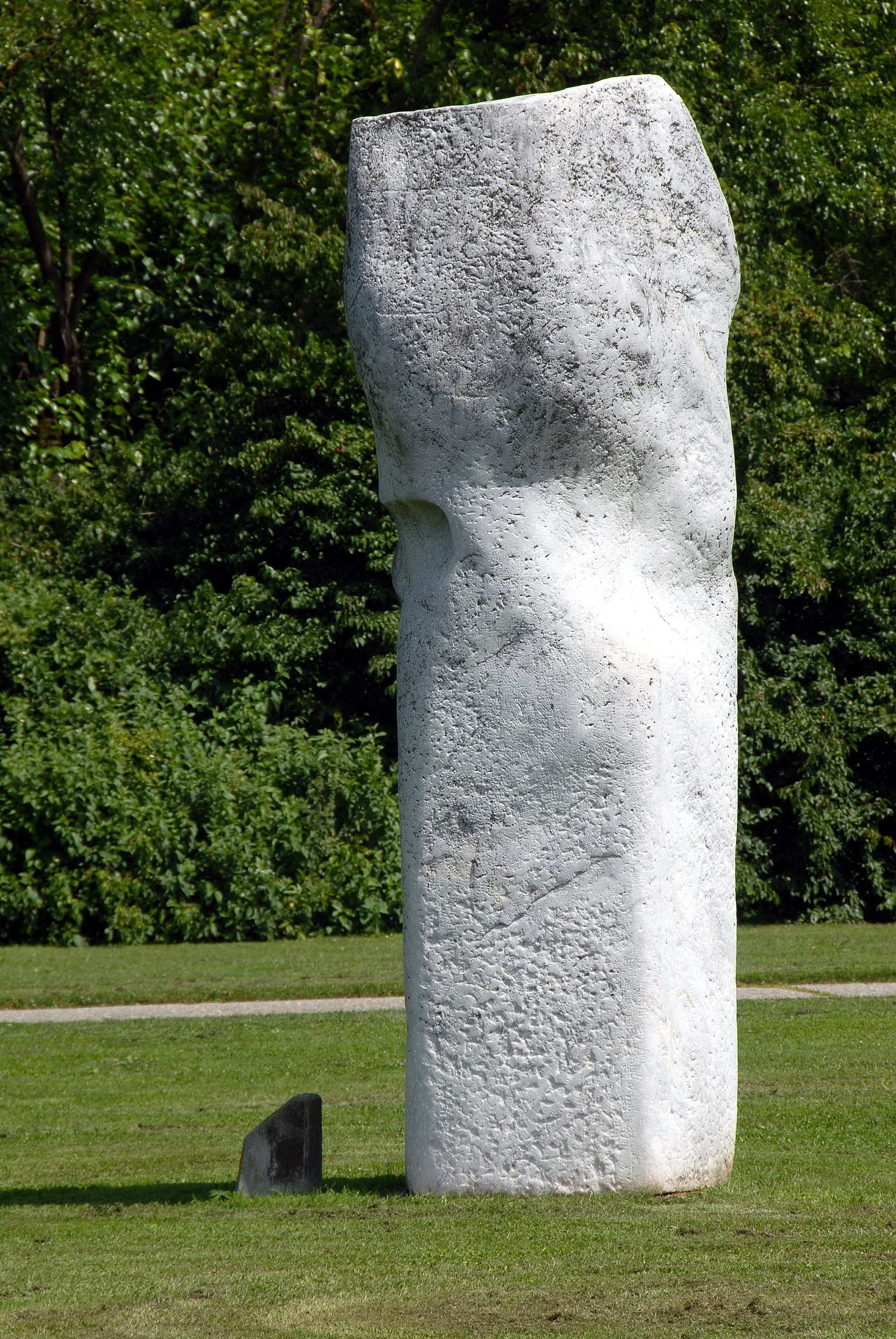
Kamenný sloup v Klagenfurtu

Miloslav Chlupáč (10. července 1920 Benešov – 30. listopadu 2008 Praha) byl český sochař, malíř a výtvarný publicista.

## Život
Narodil se roku 1920 v Benešově, jeho otec byl klasický filolog a slavista a vyučoval na tamním gymnáziu, matka byla členkou místní pobočky Alliance française. V roce 1939 začal studovat medicínu v Praze, po uzavření vysokých škol se vyučil kamenosochařem v kamenickém závodě v Kralupech nad Vltavou a v pražské kamenosochařské dílně Otakara Velínského. Během druhé světové války byl totálně nasazen. V roce 1948 absolvoval Vysokou školu uměleckoprůmyslovou v Praze v ateliéru Josefa Wagnera. V letech 1946–1948 pracoval jako redaktor Kulturní politiky. V 50. letech 20. století pracoval jako restaurátor. Patřil do Skupina Máj 57. V 60. letech 20. století uspořádal společně s Rudolfem Uhrem první československé sochařské sympozium ve Vyšných Ružbaších. V roce 1968 se stal předsedou Bloku tvůrčích skupin. Od 70. do 80. let 20. století nesměl vystavovat. Živil se jako topič, od konce 70. let mohl pracovat jako restaurátor. Od roku 1986 vyučoval na letních sochařských akademiích v Salcburku a Wadgassenu. Po obnově demokracie navázal kontakty s novým Muzeem umění a designu v rodném Benešově, kterému daroval některá svá díla. Byl také členem jeho odborné rady. V roce 2001 mu starosta města udělil v muzeu čestné občanství. Roku 2008 byl přizván na natáčení krátkého dokumentárního filmu Vetřelci a volavky o historii a současném stavu uměleckých děl vytvořených v letech 1968–1989. Ve svém ateliéru v Kobylisích pracoval až do své smrti v roce 2008.

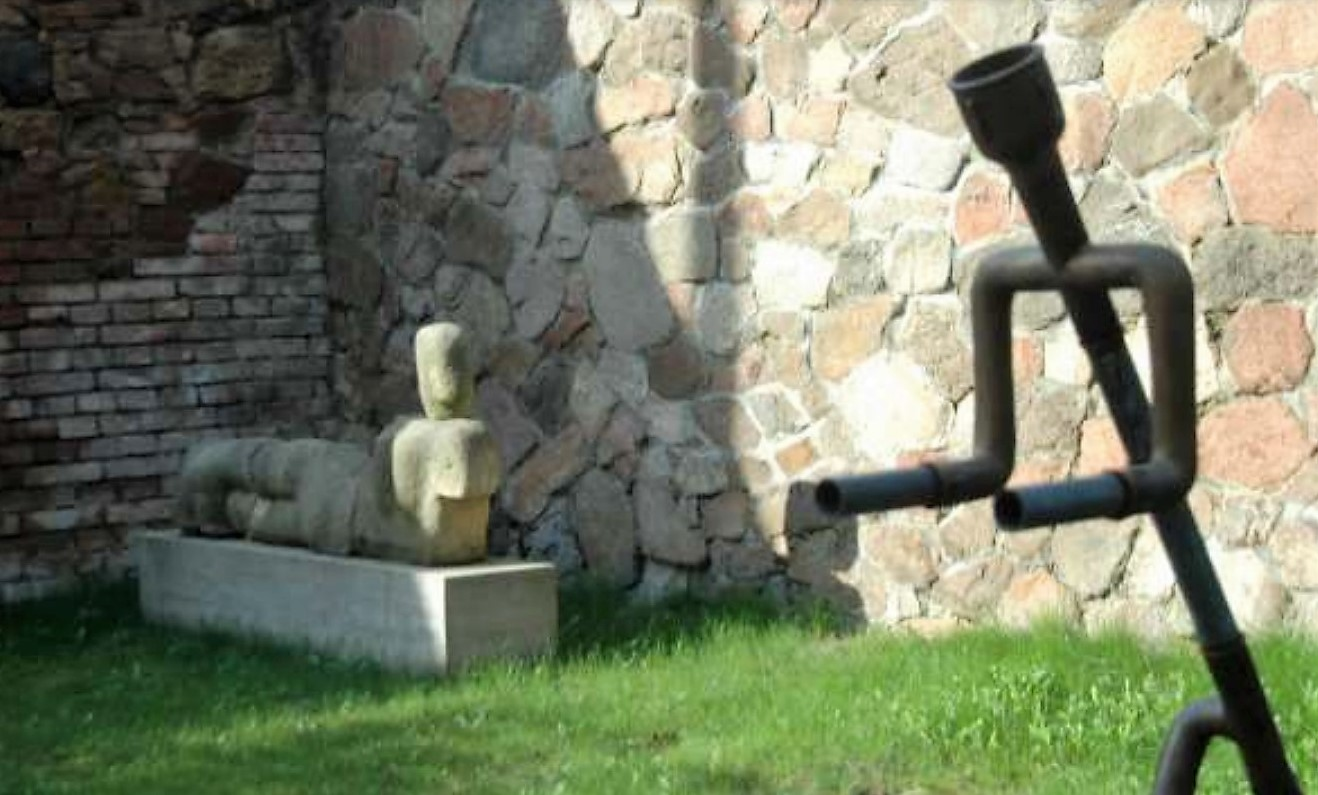
Chlupáčovo dílo společně s Neprašovým ve stálé expozici Muzea umění a designu Benešov

Jeho sochy stojí například v Klagenfurtu, Oggelshausenu, Grenoblu, Ciudad de México, Salcburku, v rodném Benešově, Brně, Karlových Varech, Zlíně či Praze. Inspiroval se kubismem, tvořil monumentální díla se vztahem k figuře. Kromě sochařství se věnoval i malbě a teorii umění.

## Samostatné výstavy
- 1962 Galerie Nová síň, Praha
- 1964 Divadlo S.K. Neumanna, Praha
- 1965 Galerie im Griechenbeisl (se Zbyňkem Sekalem), Vídeň
- 1969 model plastiky pro Palachův pylon před budovou bývalého Federálního shromáždění, realizace plastiky 2018
- 1985 Malá galerie Stavoprojektu, Brno
- 1989 Cristallerie, Wadgassen (Německo)
- 1990 Národní galerie v Praze, Malá galerie Sbírky českého sochařství
  - Galerie Peithner - Lichtenfels a Čubra, Praha
- 1994 Galerie Peithner - Lichtenfels, Vídeň
  - Galerie plastik v Hořících
- 1995 Oblastní galerie Vysočiny, Jihlava
  - Severočeská galerie, Litoměřice
  - Galerie výtvarného umění v Mostě, Most
- 1996 Galerie umění, Karlovy Vary
- 1997 Státní galerie výtvarného umění, Náchod
  - Maloskalská galerie, Malá Skála
- 1998 Muzeum a galerie Litomyšl
  - Městské muzeum a galerie Hranice
  - Městské muzeum a galerie Břeclav
- 1999 Galerie Vltavín, Praha
- 2000 Galerie Millennium, Praha
  - Státní galerie výtvarného umění, Náchod
- 2001 Egon Schiele Centrum, Český Krumlov
  - Muzeum Kampa, Praha
  - Muzeum umění a designu Benešov
- 2009 Galerie U Betlémské kaple, Praha[5]

## Zastoupení ve sbírkách (výběr)
- Muzeum Kampa
- Muzeum umění a designu Benešov
- Národní galerie v Praze